# Vlčnov
Vlčnov (německy Wiltschnau) je obec v okrese Uherské Hradiště ve Zlínském kraji. Leží zhruba pět kilometrů jihozápadně od Uherského Brodu. Žije zde přibližně 3 000 obyvatel.

## Název
Místní jméno Vlčnov je odvozeno přivlastňovací příponou -ov od osobního jména Vlčen, což je zdrobnělina ke staročeskému osobnímu jménu Vlk. Původní význam jména tedy je „ves patřící muži přezdívanému Vlčen“, s vlkem jako zvířetem nijak nesouvisí.

## Historie
První písemná zmínka o obci pochází z roku 1264.

## Obyvatelstvo
| Rok            | 1869  | 1880  | 1890  | 1900  | 1910  | 1921  | 1930  | 1950  | 1961  | 1970  | 1980  | 1991  | 2001  | 2011  | 2021  |
| -------------- | ----- | ----- | ----- | ----- | ----- | ----- | ----- | ----- | ----- | ----- | ----- | ----- | ----- | ----- | ----- |
| Počet obyvatel | 1 405 | 1 650 | 1 876 | 2 188 | 2 447 | 2 529 | 2 789 | 3 002 | 3 473 | 3 414 | 3 276 | 3 108 | 3 030 | 2 961 | 2 810 |
| Počet domů     | 344   | 388   | 437   | 484   | 546   | 576   | 696   | 822   | 869   | 940   | 977   | 1 127 | 1 155 | 1 182 | 1 157 |

## Obecní správa

### Obecní symboly
Znak a vlajka byly obci uděleny rozhodnutím předsedy Poslanecké sněmovny Parlamentu České republiky dne 31. ledna 2002.

## Pamětihodnosti
- Kostel svatého Jakuba Staršího – v jádru gotická stavba ze 13. století s dochovanými přestavbami z 16., 18. a 20. století.
- Kaplička
- Vinné búdy
- Muzeum pálenic
- Rolnický dům a hospodářství ve stavení čp. 57 - etnografické muzeum, jež sídlí ve Vlčnově pod patronátem Muzea Jana Amose Komenského
- Na návrší severně od Vlčnova stával zámek Pepčín, postavený v letech 1903 až 1905 hrabětem Václavem Kounicem a stržený roku 1981.
- Na severním okraji Vlčnova leží přírodní rezervace Kovářův žleb a přírodní památka Myšince.

## Tradice
Tuto nemalou vesnici proslavila tradiční Jízda králů, jež se koná vždy poslední neděli v květnu na Letnice. Jízda králů byla která byla zařazena dne 27. 11. 2011 do seznamu mistrovských děl ústního a nehmotného dědictví lidstva UNESCO. „Král“ ve vlčnovském kroji projíždí vesnicí se svou družinou. Má v ústech bílou růži, aby nemohl mluvit a neprozradil, že není žena. Je tak činěno podle některých zdrojů na památku dne, kdy se zachránil král Matyáš Korvín, převlečen do ženského kroje a ujížděl ve stejném průvodu vesnicí.
V roce 1935 zde natáčel Josef Rovenský film Maryša, původně zamýšlený jako první barevný film v Československu. V roce 1968 se zde natáčel film Žert podle románu Milana Kundery.
Do vsi zajížděl malíř Joža Uprka, který zde vytvořil obraz Jízda králů, a fotografii Jízdy králů jako jednu z prvních dokumentárních fotografií na Moravě zde pořídil Josef Klvaňa. Je to rodiště novináře Jana Janči, známého také tím, že nechal umístit pamětní plaketu Jana Ámose Komenského na kostel v Nivnici.
Každoročně se zde taky pořádá košt vlčnovských vdolečků.

## Osobnosti

### Rodáci
- František Přikryl (1857–1939), katolický kněz a historik
- Jan Janča (1866–1928), novinář a spisovatel
- Jan Plesl (1898–1953), starosta Vlčnova, politik, oběť komunismu
- Josef Moštěk (1913–1986), katolický kněz, vězeň komunismu
- Jakub Antonín Zemek (1914–1989), katolický kněz, převor, dominikán, vězeň komunismu
- Jan Zemek (1915–1994), československý voják, příslušník výsadku Silver B, vězeň komunismu
- Metoděj Zemek (1915–1996), kněz, historik, archivář
- Patrik Kužela (1915–1942), jáhen Řádu bratří kazatelů, oběť nacismu
- Zdeněk Kozelka (1917–1991), válečný letec, pilot 311. čs. bombardovací perutě RAF[9]
- Josef Beneš (1917–2005), pedagog a muzeolog
- Karel Beneš (1932–2021), malíř a grafik
- Antonín Koníček (* 1952), český trumpetista, kapelník a skladatel
- František Koníček (* 1953), politik
- Petr Kapinus (* 1963), zpěvák, textař a pedagog
- Josef Kadlčík (*1941), akademický sochař, pedagog
- Ladislav Kadlčík (†), hudební skladatel, pedadagog
- František Kadlčík (†), horolezec, cestovatel, dobrodruh

### Ostatní
- Felix Hoblík (1888–1951), katolický kněz, duchovní správce vlčnovské farnosti v letech 1912 až 1914.
- Jiří Jilík (* 1945), pedagog, novinář a folklorista
- Eva Josefíková (* 1990), herečka

## Galerie

Památkově chráněný dům čp. 119 a brána u kostela svatého Jakuba Staršího
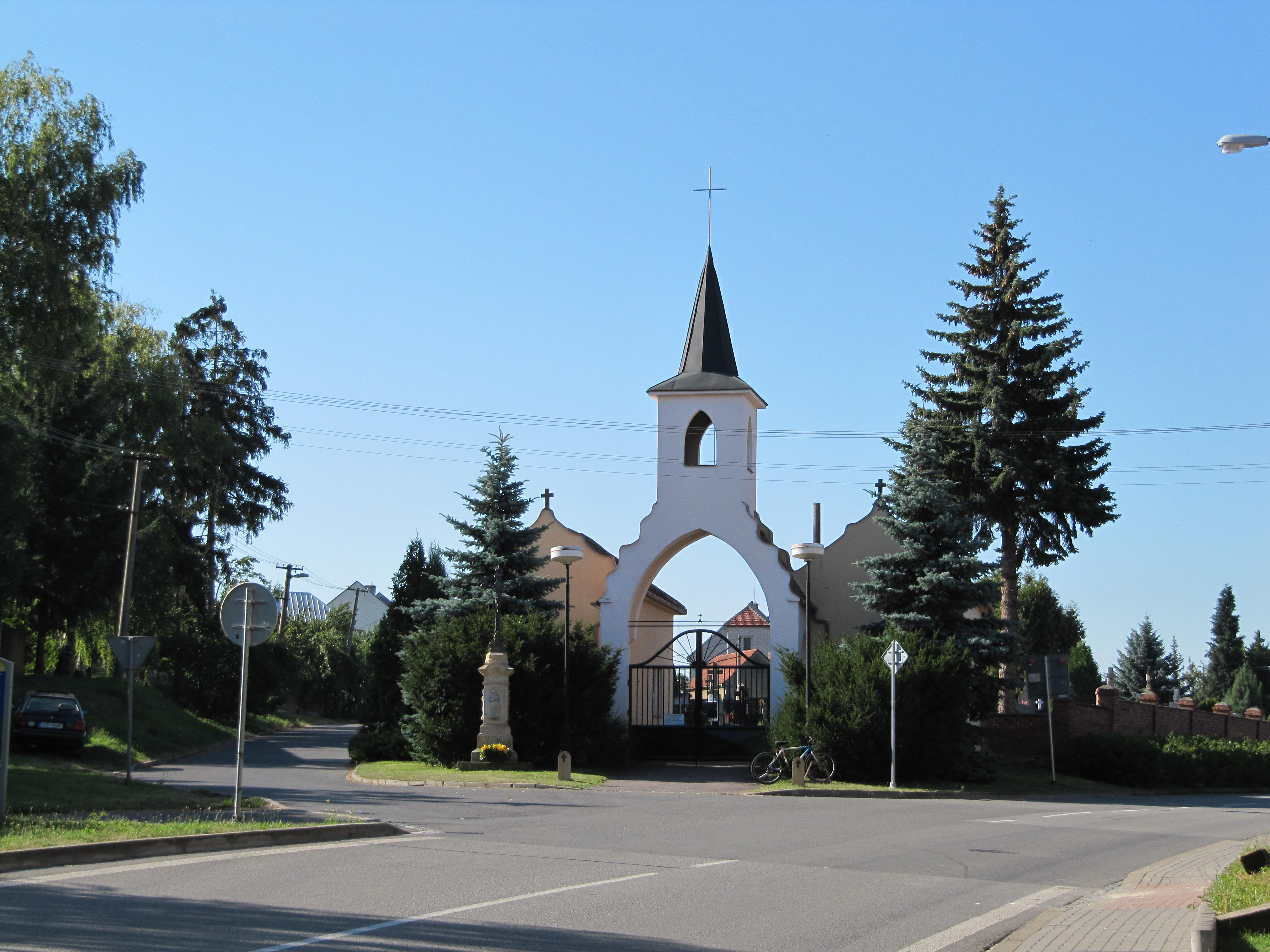
Brána hřbitova
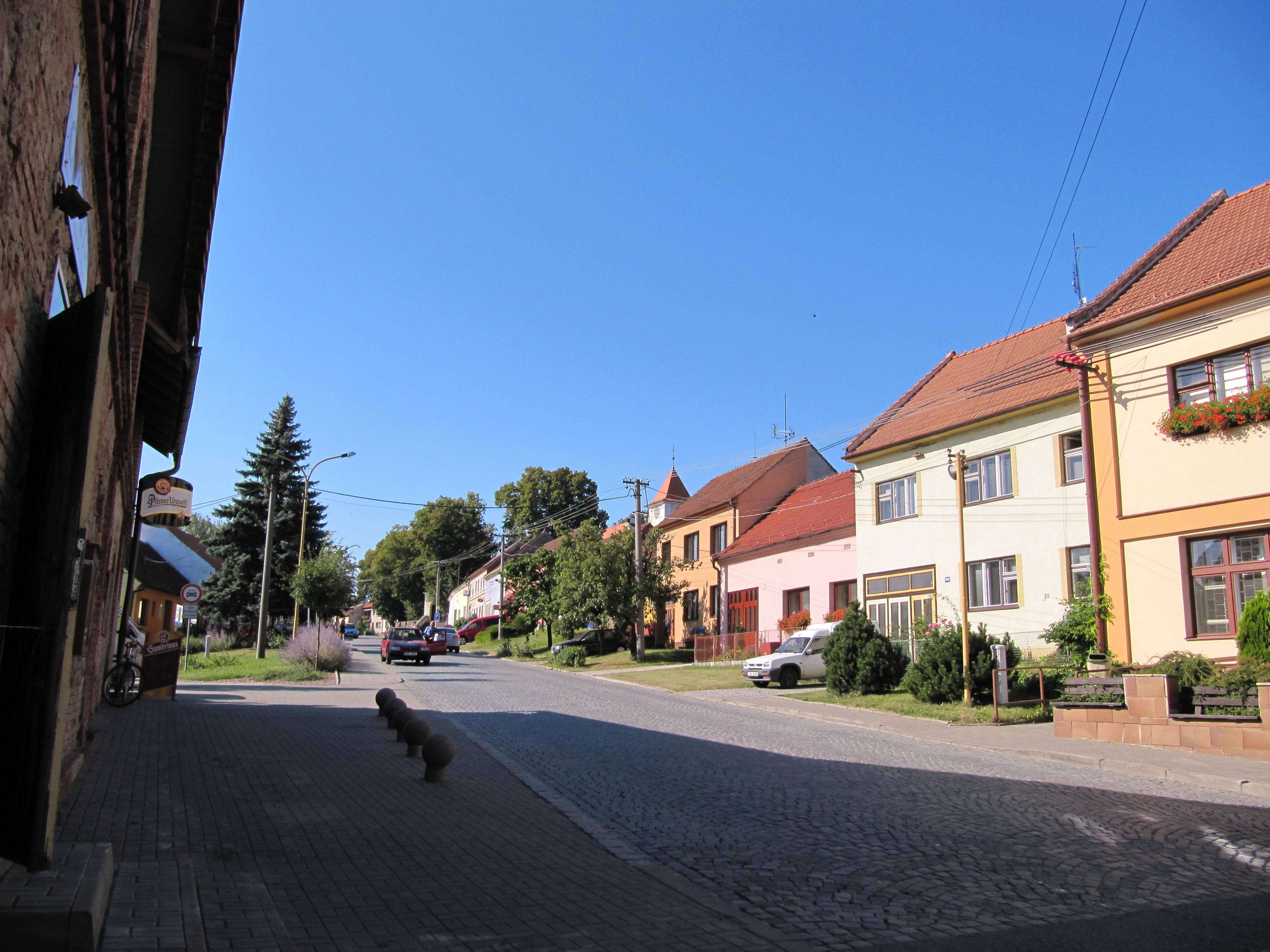
Ulice k Dolnímu Němčí
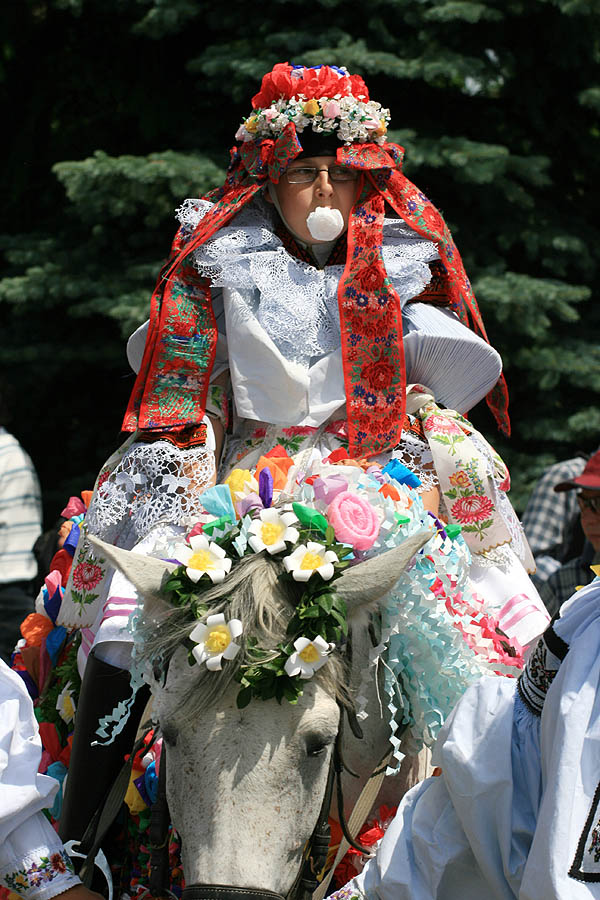
Jízda králů
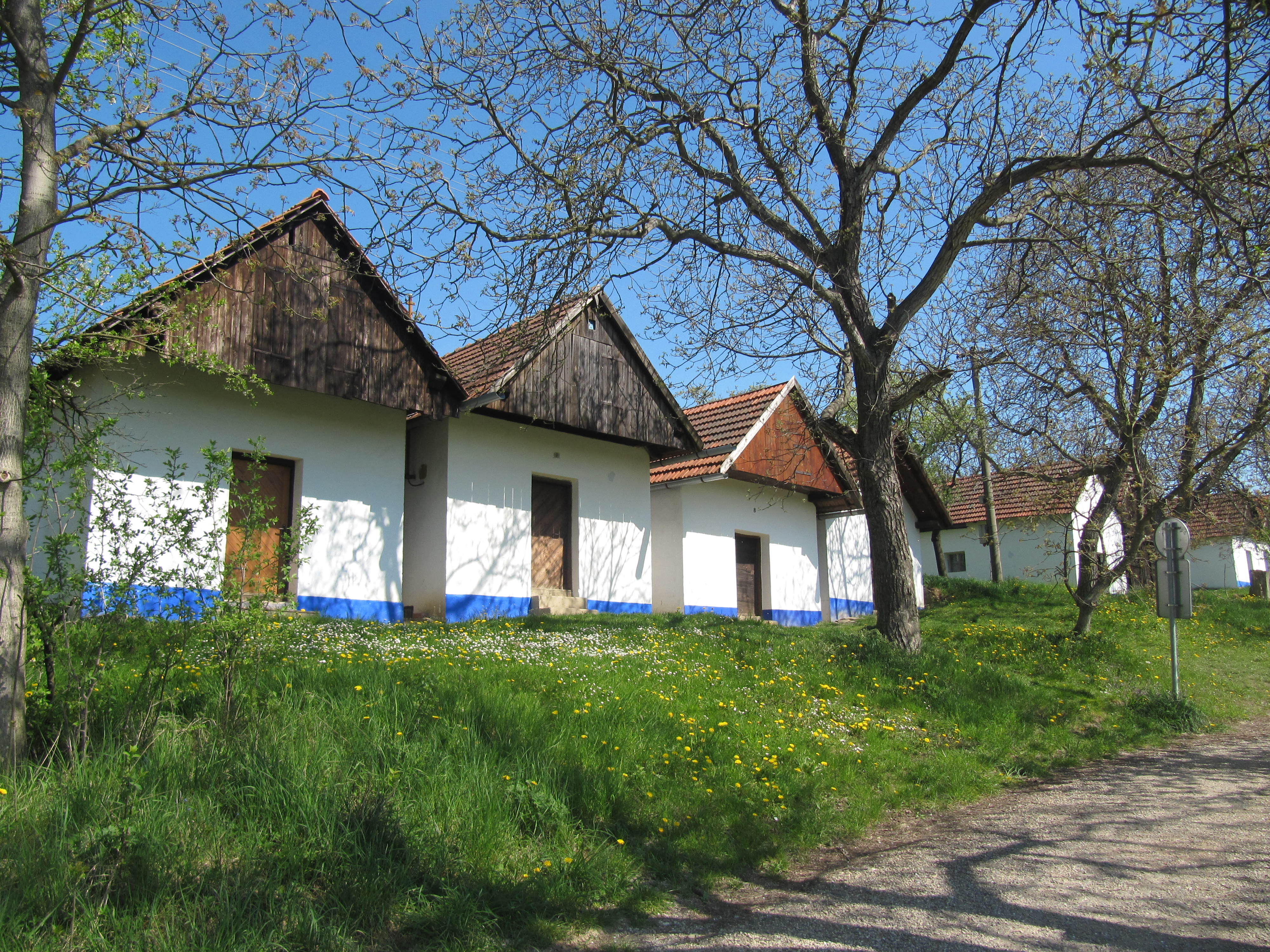
Vlčnovské búdy
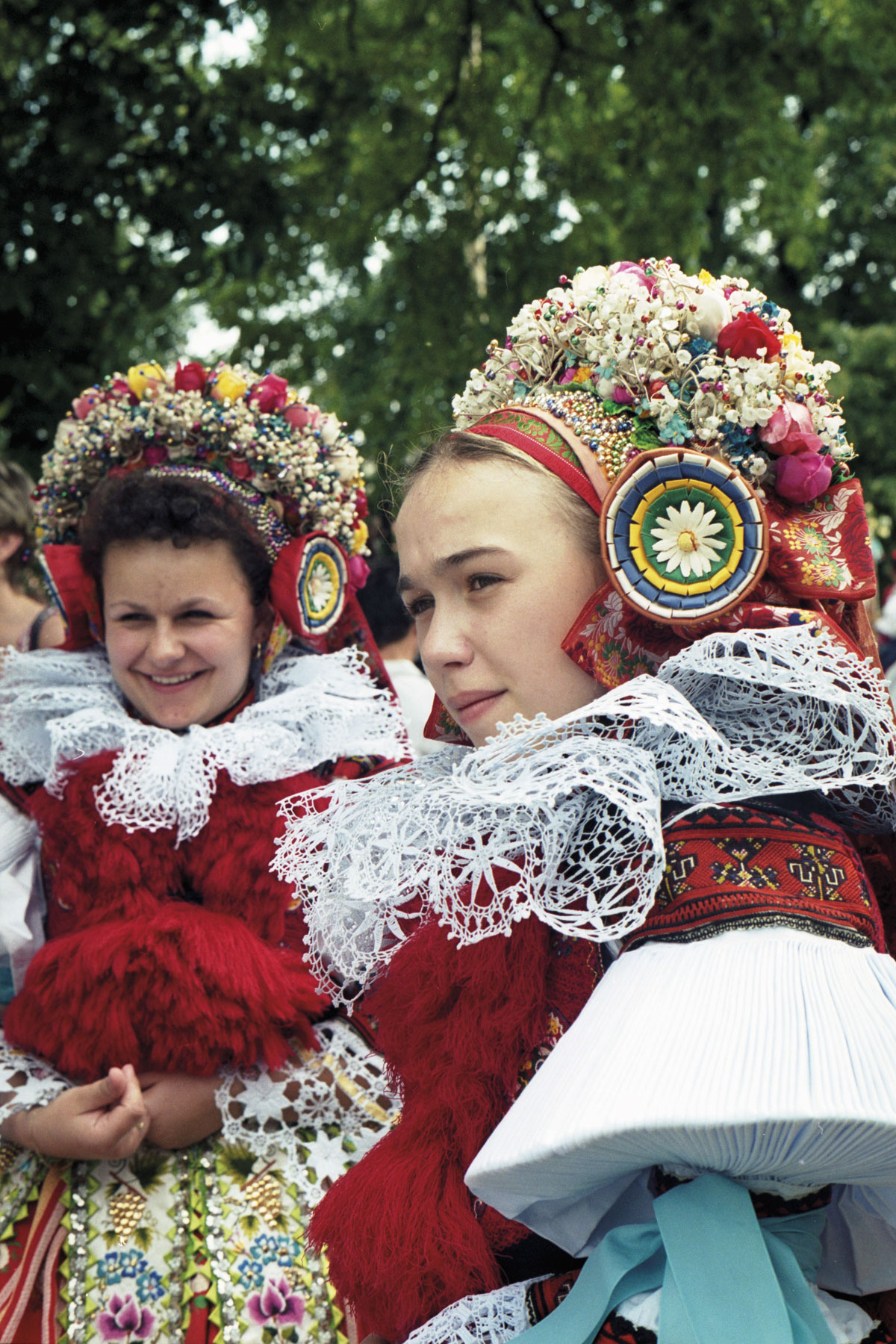
Ženský kroj z Vlčnova